# Фридрих фон Райхенбах
Хайнрих Вилхелм Фридрих фон Райхенбах (на немски: Heinrich Wilhelm Friedrich von Reichenbach; * 23 октомври 1779, Померсвит; † 18 юли 1857, Шмидеберг) е граф на Райхенбах-Гошюц (днес Goszcz) в Долносилезко войводство в Югозападна Полша.

## Произход
Той е четвъртият син, петото дете, на граф Хайнрих Леополд фон Райхенбах (1733 – 1805), свободен племенен господар в Гошюц, наследствен генерал-пощенски-майстер на Силезия и катедрален господар на Магдебург, и втората му съпруга графиня София Амалия Хенриета фон Райхенбах-Гошютц (1755 – 1797), дъщеря на граф Хайнрих Густав фон Райхенбах-Гошюц (1731 – 1790) и принцеса Шарлота Августа фон Шварцбург-Зондерсхаузен (1732 – 1774), дъщеря на принц Август I фон Шварцбург-Зондерсхаузен (1691 – 1750) и принцеса Шарлота София фон Анхалт-Бернбург (1696 – 1762). Брат е на графовете Карл Готлоб (1771 – 1823), Леополд (1773 – 1834), Хайнрих Лудвиг (1775 – 1804), Шарлота Каролина Амалия (1776 – 1851), омъжена 1797 г. за граф Йохан Хайнрих Фридрих фон Золмс-Барут (1770 – 1810), и на Каролина Амалия Фридерика фон Райхенбах (1781 – 1838), неомъжена.

## Фамилия
Първи брак: на 27 юни 1804 г. в Йенсдорф с графиня Луиза Емилия Каролина фон Райхенбах (* 10 януари 1784; † 18 март 1809 на 25 години), дъщеря на Фридрих Хайнрих Емил фон Райхенбах-Гошюц (1745 – 1795) и Луиза Фридерика фон Карлсбург (1753 – 1798). Те имат двама сина:
- Граф Хайнрих Емил фон Райхенбах (* 7 май 1805, Шегелн; † 7 май 1873, Айхберг), женен на 10 януари 1830 г. във Фричендорф за Юлиа фон Райнбабен (* 1 септември 1811; † 30 ноември 1886, Айхберг), бездетен
- Граф Фабиан Хайнрих Гуидо фон Райхенбах (* 16 юни 1807, Шегелн; † 25 януари 1826, Цюлихау), неженен

Втори брак: на 9 октомври 1815 г. в Барут с графиня Фридерика Вилхелмина Георгета фон Золмс-Барут (* 24 декември 1788, Барут; † 16 май 1828 на 29 години), дъщеря на граф Фридрих Карл фон Золмс-Барут (1757 – 1801) и графиня Георгина фон Валвиц (1768 – 1839). Те имат един син:
- Граф Георг Фридрих Хайнрих Лудвиг фон Райхенбах (* 17 февруари 1817, Айхберг; † 9 юни 1881, Аслау), женен на 5 юни 1844 г. във Валденбург за графиня Аделхайд фон Райхенбах (* 11 февруари 1820; † 29 януари 1892), бездетен
- Луиза Амалия фон Райхенбах (* 9 март 1809; † 15 май 1810)

Трети брак: на 4 януари 1823 г. в Лауске с графиня Йохана Вилхелмина Готлиба фон Бреслер (* 3 февруари 1782; † 29 октомври 1840, Дрезден, на 58 години), дъщеря на граф Готлиб Вилхелм фон Бреслер и Йохана Виктория Тугенрайх фон Бургсдорф. Бракът е бездетен.